# Ahu Sungur
Ahu Sungur (* 5. Februar 1981 in Istanbul) ist eine türkische Schauspielerin.

## Leben und Karriere
Ahu Sungur wurde am 5. Februar 1981 in Istanbul geboren. Sie studierte an der Akademi İstanbul. Ihr Debüt gab sie 1999 in der Fernsehserie Ayrılsak da Beraberiz. Danach spielte sie 2001 in Dadı mit. 2002 war sie in Aşk Meydan Savaşı zu sehen. Im selben Jahr heiratete sie den türkischen Schauspieler Suat Sungur. Außerdem bekam Sungur 2012 in der Serie Adını Feriha Koydum: Emir'in Yolu die Hauptrolle.
Von 2014 bis 2017 wurde sie für die Serie O Hayat Benim gecastet. Unter anderem setzte Sungur ihre Karriere 2022 in Gülümse Kaderine fort. Ihre nächste Hauptrolle bekam sie in dem Film Müstakbel Damat.

## Filmografie
Filme
- 2014: Mandıra Filozofu
- 2019: Dert Bende
- 2022: Müstakbel Damat

Serien
- 1999: Ayrılsak da Beraberiz
- 2001: Dadı
- 2002: Aşk Meydan Savaşı
- 2002: Kurşun Asker
- 2006: Binbir Gece
- 2007: Affedilmeyen
- 2009: Bu Kalp Seni Unutur mu?
- 2011: Umutsuz Ev Kadınları
- 2014–2017: O Hayat Benim
- 2018: Bir Mucize Olsun
- 2022: Gülümse Kaderine

## Moderation

### Fortlaufend
- seit 2022: Bir Şansım Olsa